# Léon Tombu
Léon Tombu (Andenelle, 1866 – Brussel, 1958) was een Belgisch kunstschilder en graficus.

## Biografie
Hij was leerling van Théodore Baron en van de Academie van Namen. Hij schilderde landschappen, stadsgezichten, kerkinterieurs en bloemen. Zijn werk is meestal in de regio van Hoei (Huy) gesitueerd.
Tot 1922 was hij directeur en tekenleraar van de École des Arts in Hoei. In 1899 stichtte hij de kunst- en letterkundige kring "L'Essor de Huy".
Hij was ook een specialist in de oude ceramiek uit Andenne en Hoei

## Tentoonstelling
Retrospectieve in het Stadhuis van Andenne, november 2008.

## Musea
Andenne, Musée de la Céramique